# Aldrovandia gracilis
Aldrovandia gracilis är en fiskart som beskrevs av Goode och Bean, 1896. Aldrovandia gracilis ingår i släktet Aldrovandia och familjen Halosauridae. Inga underarter finns listade i Catalogue of Life.

## Bildgalleri

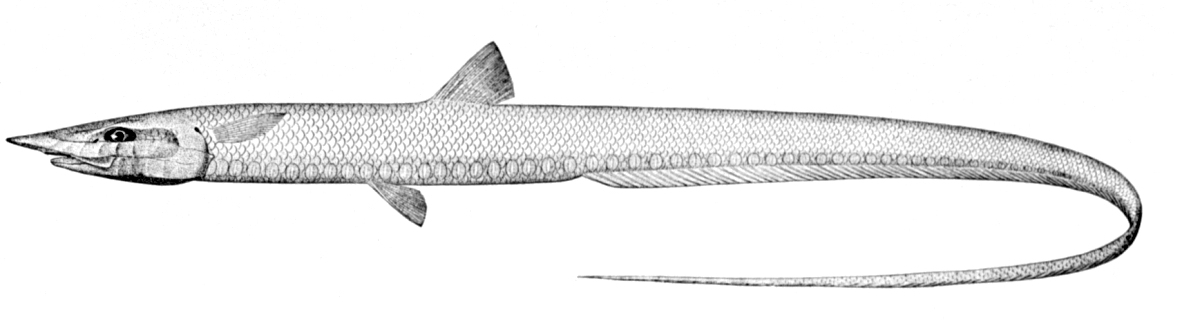